# Raymond E. Willis
Raymond Eugene Willis, född 11 augusti 1875 i Waterloo, Indiana, död 21 mars 1956 i Angola, Indiana, var en amerikansk republikansk politiker och publicist. Han representerade delstaten Indiana i USA:s senat 1941-1947.
Willis utexaminerades 1896 från Wabash College. Han flyttade 1898 till Angola, Indiana och inledde sin karriär som publicist där. Han var stadens postmästare 1910-1914.
Willis var ledamot av Indiana House of Representatives, underhuset i delstatens lagstiftande församling, 1919-1921. Willis utmanade Frederick Van Nuys i senatsvalet 1938 utan framgång. Två år senare vann han sedan mot sittande senatorn Sherman Minton. Willis kandiderade inte till omval i senatsvalet 1946 utan återvände hellre till verksamheten som publicist. Han efterträddes 1947 som senator av William E. Jenner.
Willis grav finns på Circle Hill Cemetery i Angola, Indiana.